# Raimund Joseph Habsbursko-Lotrinský
Raimund Joseph Habsbursko-Lotrinský (celým jménem: Raimund Joseph Carl Ludwig Maria Gabriel Marcus d'Aviano Gaspar; 28. ledna 1958, Ciudad de México – 24. dubna 2008, Bad Soden am Taunus) byl arcivévoda rakouský, princ uherský a český.

## Život
Narodil se 28. ledna 1958 v Ciudad de México jako syn arcivévody Felixe Habsbursko-Lotrinského a jeho manželky arcivévodkyně Anny-Eugénie von Arenberg.
Dne 29. dubna 1994 (civilní sňatek) se v Bad Sodenu oženil s Bettinou Götz. Církevní sňatek proběhl 1. května 1994 v Königsteinu. Ze sňatku vzešli tři děti:
- arcivévoda Felix Carl Maria Jürgen Melchior (nar. 12. prosince 1996)
- arcivévodkyně Sophia Maria Alexandra Gaspera (nar. 12. března 1998)
- arcivévodkyně Maria Teresa Beatrice Nicole Balthasara (nar. 8. dubna 2000)

## Tituly a oslovení
- 28. ledna 1958 – 24. dubna 2008: Jeho císařská a královská Výsost Raimund Joseph, arcivévoda rakouský, královský princ uherský a český